# Lamellaria mopsicolor
Lamellaria mopsicolor is een slakkensoort uit de familie van de Velutinidae. De wetenschappelijke naam van de soort is voor het eerst geldig gepubliceerd in 1958 door Ev. Marcus.